# ДПП (NN)

«ДПП (nn) (діалектика перехідного періоду з нізвідки в нікуди)» — книга Віктора Пелевіна, авторська збірка, більшу частину якої становить п'ятий роман автора — «Числа», а решта — пов'язані з ним за змістом або змістом повісті та оповідання. Книга вперше видана в 2003 році. Це перший роман Пелевіна після деякої перерви: попередній роман — «Generation «П»» — вийшов у 1999 році.

## Склад збірки[1]
- Элегия 2

Міць Великого
- Числа (роман)
- Македонська критика французької думки (повість)
- Одін вог (розповідь)
- Акіко (розповідь)
- Фокус-група (розповідь)

Життя чудових людей
- Гість на святі Бон (розповідь)
- Запис про пошук вітру (розповідь)

## Сюжет

### Роман «Числа»
Роман «Числа» розповідає про життя радянського хлопчика Стьопи, який вдається до допомоги магії чисел. Спершу він вибрав в якості числа-покровителя сімку, але потім змінив свій вибір на користь числа 34. По-перше, сімці "поклонялися" багато відомих особистостей, і Стьопа оцінював свої шанси «бути почутим» числом 7 як мінімальні. По-друге, сума 3 і 4 дає ту ж сімку. Згодом, завжди керуючись своїм числом і його особливостями, Стьопа став підприємцем, а в пост-радянський період і дуже успішним банкіром. Доля зводить його і з проявами ворожого числа 43, яке є антиподом числа 34. І, що ще гірше, Стьопа виявив, що інший російський банкір, в тій же категорії і обертається в схожих колах, вибрав число 43 в якості свого особистого покровителя. Зустріч з цією людиною була передбачена йому задовго до того ясновидиці. Коли Стьопі виповнюється 43 роки, ця обставина приносить йому багато неприємностей, ставить його у вкрай незручні ситуації, і підриває баланс його внутрішнього світу.
Твір, як і багато інших романів Пелевіна, рясніє паралелями з явищами сучасної культури. Наприклад, Мюс Джулиановна (жінка Стьопи) ототожнює і себе, і його з покемонами, а співробітник ФСБ ототожнює себе з джедаєм.

### Інші частини збірника
«Елегія 2» містить поезію, в збірці є прологом або епіграфом до роману «Числа».
«Македонська критика французької думки» є повістю, що розповідає про діяльність згадується в романі «Числа» людини, відомого як Кіка (Насих Насратуллаєвич Нафіков). Прізвисько отримано від назви німецького дитячого телеканалу KI.KA. Кіка був сином нафтового магната, на свій лад критикував французьку філософію, і створив в цеху башмачної фабрики під Парижем те, що один з поліцейських згодом порівняв з якоюсь ефіопської «матрицею», знімальним майданчиком садомазохістського порноблокбастера, або тією частиною пекла, яку у Данте не вистачило безсоромності описати.
Розповідь «Акіко» описує комунікацію Користувача з вебсайтом, що спеціалізується на кіберсексі, причому тільки ту частину діалогів, яка виходить з самого сайту. В оповіданні згадується «п'яте головне управління» — проводиться паралель з «п'ятим головним управлінням по боротьбі з тероризмом в інтернеті, в яке в кінці роману «Числа» переходить з четвертого управління співробітник ФСБ Лебедкін.
Розповідь «Фокус-група» оповідає про перший досвід в загробному світі. З недавно померлими спілкується весело налаштоване  «Істота яка світиться». Істота нагадує якусь людину з білими панчішками і ослячими вухами на тасьмі — натяк на персонажа роману «Числа», померлого саме в такому вигляді.
У двох оповіданнях з розділу «Життя чудових людей» — «Гість на святі бон» та «Запис про пошук вітру» — йдеться про східну філософію.